# Societas biochemica, biophysica et microbiologica Fenniae
Societas biochemica, biophysica et microbiologica Fenniae är ett finländskt vetenskapligt sällskap. 
Societas biochemica, biophysica et microbiologica Fenniae, som har sitt säte i Helsingfors, grundades 1945 och bedriver verksamhet inom biokemi, biofysik, mikrobiologi, växtfysiologi, zoofysiologi, virologi, näringsvetenskap, glykobiologi och proteomik. Sällskapet strävar efter att främja den finländska forskningen och verksamheten inom dessa specialområden och är anslutet till Vetenskapliga samfundens delegation.